# Списък на политическите партии в Гърция
Гърция има многопартийна система. В продължение на десетилетия доминират две големи партии - Нова демокрация и Общогръцко социалистическо движение (ПАСОК), като в парламента влизат и по няколко по-малки. След изборите от 2015 Коалицията на радикалната левица (СИРИЗА) заема мястото на ПАСОК.

## Парламентарно представени партии
| Партия/коалиция                                                            | Места в парламента (септември 2015) | Идеология                                |
| -------------------------------------------------------------------------- | ----------------------------------- | ---------------------------------------- |
| Коалиция на радикалната левица (СИРИЗА)                                    | 145                                 | социализъм                               |
| Нова демокрация                                                            | 75                                  | либерален консерватизъм                  |
| Златна зора                                                                | 18                                  | национализъм                             |
| Коалиция Общогръцко социалистическо движение (ПАСОК) и Демократична левица | 17                                  | социалдемокрация                         |
| Комунистическа партия на Гърция                                            | 15                                  | комунизъм                                |
| Реката (То потами)                                                         | 11                                  | центризъм, социалдемокрация, либерализъм |
| Независими гърци (АНЕЛ)                                                    | 10                                  | национален консерватизъм                 |
| Съюз на центристите                                                        | 9                                   | центризъм                                |

## Други партии
- Виножито (македонистка) (гръцки: Ουράνιο Τόξο — ΟΤ)
- Гръцки еколози (гръцки: Οικολογοι της Ελλάδος — ΟΕ)
- Гръцки фронт (гръцки: Ελληνικό Μέτωπο — ΕΜ)
- Демократи (гръцки: Δημοκρατικοί)
- Демократическо обществено движение (гръцки: Δημοκρατικό Κοινωνικό Κήνιμα — ΔΙΚΚΙ)
- Зелени еколози (гръцки: Οικολόγοι Πράσινοι — ΟΠ}
- Комунистическа организация на Гърция (гръцки: Κομουνιστική οργάνωση της Ελλαδος — ΚΟΕ)
- Либерален Алианс (гръцки: Φιλελεύθερη Συμμαχία — Φ.Σ.)
- Марксистко-ленинистка партия на Гърция (гръцки: Μαρξιστκο-λενινιστικό Κόμμα της Ελλάδος — ΜΛΚΕ)
- ЛАОС Народен православен сбор (гръцки: Λαϊκός Ορθόδοξος Συναγερμός — ΛΑΟΣ)
- Партия на гръцките ловци (гръцки: Κόμμα Ελλήνων Κυνηγών — K.Ε.Κ.)
- Работническа революционна партия (гръцки: Εργατικό Επαναστατικό Κόμμα)
- Работническа социалистическа партия (гръцки: Σοσιαλιστικό Εργατικό Κόμμα — ΣΕΚ)
- Социалистическа работническа партия (гръцки: Σοσιαλιστικό Εργατικό Κόμμα)
- Фронт на Радикалната левица (гръцки: Μέτωπο Ριζοσπαστικής Αριστεράς — ΜΕΡΑ)